# 태상시
태상시(太常寺)는 고대 중국의 관청으로 구시(九寺)의 하나로서 종묘(宗廟)의 제사를 맡아 보았던 기구이다.

## 개요
한대(漢代)의 태상(太常)을 기원으로 하며, 북제(北斉) 때에 태상시(太常寺)라는 기구의 이름이 등장한다.
이 태상시는 능묘(陵廟)의 여러 제사나 예악(礼楽), 의식(儀式) 관련 제도 및 천문 술수(天文術数) 그리고 의관(衣冠) 종류 등을 관장하였다. 수(隋) 왕조 때에는 교사(郊社) ・ 태묘(太廟) ・ 제릉(諸陵) ・ 태축(太祝) ・ 의관 ・ 태악(太楽) ・ 청상(清商) ・ 고취(鼓吹) ・ 태의(太医) ・ 태복(太卜) ・ 늠희(廩犧) 등의 관서를 통괄하였으며, 제각기 관서마다 령(令)이나 승(丞)이 설치되었다. 당(唐)은 수 왕조의 태상시를 그대로 계승하였으며, 왕조의 예악 ・ 교묘(郊廟) ・ 사직(社稷)에 관한 일을 관장하였다.
수, 당 이래로 태상시는 경시(卿寺) 즉 최고 장관이 경(卿)으로 임명되는 관서였다. 태상시(太常寺)의 장관은 태상시경(太常寺卿, 태상경)이라고도 불렸으며 그 관위는 정3품(正三品)이었다. 차관은 태상시소경(太常寺少卿, 태상소경)이라고 하여 그 관위는 정4품상(正四品上)이었다. 그 아래에 태상시승(太常寺丞, 종5품하) 2인, 태상시주부(太常寺主簿, 종7품상) 2인, 태상시녹사(太常寺録事, 종9품하) 1인이 설치되었다.
송 왕조에서는 6부(六部)에 기존 9시의 직권이 제각기 분할되었는데 태상시도 예외는 아니었다. 태상시의 직권은 별도의 태상예원(太常礼院)에 속하였으며, 이에 따라 태상시는 한직이 되었고 사직(社稷) 2단과 무성(武成) 오묘(五庙), 그리고 수도의 교방(教坊)만을 관할하게 되었다.
명 왕조의 주원장이 다시 태상시를 설치하였다. 이때 태상시에는 경과 소경, 승, 그리고 전부(典簿), 협률랑(協律郎), 박사(博士), 찬례랑(贊禮郎)이 관원으로 배치되었다. 1368년에는 사제서(祠祭署)를 두고 령(令), 승(丞)을 임명하였고, 1380년에 거듭 협률랑 등의 관품 등급을 제정하였다.
1391년에 각 령의 이름을 봉사(奉祀), 승은 사승(祀丞)으로 바꾸었다. 1397년에 사(司)를 시(寺)로 하면서 이름을 태상시(太常寺)로 하고 관제를 예전대로 되돌렸다.
건문 연간(1399년─1402년)에 찬례랑 2인과 태축 1인을 더 늘렸다가 1403년에 천단(天壇)을 천지단(天地壇)으로 고치고 그 나머지는 모두 홍무 연간(1368년─1398년)의 옛 제도로 되돌리게 하였다.
1425년에는 희생소(犧牲所)를 두고 그 이목(吏目)에게 관련 공문을 관장하게 하였다. 명 세종(明世宗)이 제사 관련 제도를 정돈하면서 천지단을 천단과 지단(地壇)으로 나누었으며 산천단(山川壇)、적전제사서(藉田祀祭署)를 신기(神祇), 대사전(大祀殿)을 기곡전(祈穀殿)으로 하고 조일단(朝日壇), 석월단(夕月壇)을 증설하여 각기 사제서를 두었다. 또 협률랑과 찬례랑, 사악(司樂) 등의 관원을 증원하였다. 신기단은 1576년에 선농단(先農壇)으로 이름을 바꾸었다.
명대를 거쳐 청 왕조에서도 초기에 태상시를 두어 예부에 속하게 하였다. 순치(順治) 16년(1659년)에 원래 예부에서 관장하던 제사의 일은 태상사에서 담당하게 되었다. 강희(康熙) 2년(1663년) 태상시의 업무를 다시 예부로 돌렸다가 10년(1671년)에 다시 원래대로 되돌렸다.
옹정(雍正) 원년(1723년) 특별히 대신을 가려 뽑아 태상시의 일을 관리 감독하게 하였다. 이후 건륭(乾隆) 14년에 이르러 예부만상서(禮部滿尚書)에게 태상의 직함을 겸해서 맡도록 하고 이를 영구히 법식으로 삼도록 하였다.
광서(光緒) 24년(1898년)에 태상시는 예부에 병합되었다가 얼마 안 가서 다시 복구되었다. 그러나 광서 32년(1906년)에 이르러 다시금 합병되었다.

## 태상시 소속 관원 및 부서
당대 태상시의 관직들은 모두 사인(士人)들이 임명되는 청요관(清要官)이었다.
- 경(卿) 1인. 정3품. 태상시의 장관으로 예악(禮樂)과 교묘(郊廟), 사직(社稷)의 일을 맡고 태상시에 속한 각 관서들에 대한 업무를 총괄하였다.
- 소경(少卿) 2인. 정4품상(正四品上). 태상시의 부장관으로 태상시경(태상경)을 보좌하였다.
- 승(丞) 2인.
- 박사(博士) 4인.
- 태축(太祝) 6인.
- 봉례랑(奉禮郎) 2인.
- 협률랑(協律郎) 2인.

명 왕조의 주원장이 다시 태상시를 설치하였을 때 태상시에는 경과 소경, 승, 그리고 전부(典簿), 협률랑(協律郎), 박사(博士), 찬례랑(贊禮郎)이 관원으로 배치되었다.
태상시의 소속 부서는 당의 양경(兩京) 즉 장안(서도)과 낙양(동도)의 교사(郊社)에 령(令)이 임명되었고, 령의 관위는 종7품하(從七品下)였다.
- 태악서령(太樂署令) 종7품하
- 고취서령(鼓吹署令) 종7품하
- 태의서령(太醫署令) 종7품하
- 태복서령(太卜署令) 종7품하
- 늠희서령(廩犧署令) 정8품상

명 왕조 때인 1368년에는 사제서(祠祭署)를 더 두고 령(令), 승(丞)을 임명하였고, 1380년에 거듭 협률랑 등의 관품 등급을 제정하였다.
1391년에 각 령의 이름을 봉사(奉祀), 승은 사승(祀丞)으로 바꾸었다. 1397년에 사(司)를 시(寺)로 하면서 이름을 태상시(太常寺)로 하고 관제를 예전대로 되돌렸다.
건문 연간(1399년─1402년)에 찬례랑 2인과 태축 1인을 더 늘렸다가 1403년에 천단(天壇)을 천지단(天地壇)으로 고치고 그 나머지는 모두 홍무 연간(1368년─1398년)의 옛 제도로 되돌리게 하였다.
1425년에는 희생소(犧牲所)를 두고 그 이목(吏目)에게 관련 공문을 관장하게 하였다. 명 세종(明世宗)이 제사 관련 제도를 정돈하면서 천지단을 천단과 지단(地壇)으로 나누었으며 산천단(山川壇)、적전제사서(藉田祀祭署)를 신기(神祇), 대사전(大祀殿)을 기곡전(祈穀殿)으로 하고 조일단(朝日壇), 석월단(夕月壇)을 증설하여 각기 사제서를 두었다. 또 협률랑과 찬례랑, 사악(司樂) 등의 관원을 증원하였다. 신기단은 1576년에 선농단(先農壇)으로 이름을 바꾸었다.
이상 명 왕조의 태상시 직제 구성은 다음과 같다.
- 경 1인. 정3품
- 소경 2인. 정4품
- 시승(寺丞) 2인. 정6품
- 전부청(典簿廳) 전부(典簿) 2인. 정7품
- 박사 2인. 정7품
- 협률랑 2인. 정8품. 가정 연간에 5인까지 늘렸다.
- 찬례랑 9인. 정9품. 가정 연간에 23인까지 늘렸다. 후에 2인을 제하였다.
- 사악(司樂) 20인. 종9품. 가정 연간에 39인까지 늘렸고 후에 2인을 제하였다.
- 천단、지단、조일단、석월단、선농단、제왕묘(帝王廟)、기곡전(祈穀殿)、장릉(長陵)、헌릉(獻陵)、경릉(景陵)、유릉(裕陵)、무릉(茂陵)、태릉(泰陵)、현릉(顯陵)、강릉(康陵)、영릉(永陵)、소릉(昭陵) 각 사제서(祠祭署). 모두 봉사(奉祀) 각 1인씩을 두었는데 종7품이었다.
- 사승(祀丞) 2인. 종8품
- 희생소(犧牲所) 이목(吏目) 1인. 종9품

## 참고 문헌
- 孫文良，中國官制史，1993年，臺北，文津出版社。

## 같이 보기
- 태상 (관직)